# Philoneptunus
Philoneptunus is een geslacht van kreeftachtigen uit de klasse van de Ostracoda (mosselkreeftjes).

## Soorten
- Philoneptunus alagracilis Whatley, Millson & Ayress, 1992 †
- Philoneptunus cassidyi Ayress, De Deckker & Coles, 2004
- Philoneptunus crassimurus Whatley, Millson & Ayress, 1992 †
- Philoneptunus eagari Whatley, Millson & Ayress, 1992 †
- Philoneptunus eocenicus Whatley, Millson & Ayress, 1992 †
- Philoneptunus gigas Jellinek & Swanson, 2003
- Philoneptunus gravezia (Hornibrook, 1952)
- Philoneptunus gravizea (Hornibrook, 1952) Whatley, Millson & Ayress, 1992
- Philoneptunus hornibrooki Whatley, Millson & Ayress, 1992 †
- Philoneptunus neesi Jellinek & Swanson, 2003
- Philoneptunus paeminosus Whatley, Millson & Ayress, 1992 †
- Philoneptunus paragravezea Whatley, Millson & Ayress, 1992
- Philoneptunus paragravizea Whatley, Millson & Ayress, 1992 †
- Philoneptunus planaltus (Hornibrook, 1952) Whatley, Millson & Ayress, 1992
- Philoneptunus praeplanaltus Whatley, Millson & Ayress, 1992 †
- Philoneptunus provocator Jellinek & Swanson, 2003
- Philoneptunus reticulatus Whatley, Millson & Ayress, 1992 †
- Philoneptunus swansoni Whatley, Millson & Ayress, 1992 †
- Philoneptunus tricolonos Mazzini, 2005
- Philoneptunus tricostatus Whatley, Millson & Ayress, 1992 †